# 록맨 2: Dr. 와일리의 수수께끼
《록맨 2: Dr. 와일리의 수수께끼》(ロックマン2 Dr.ワイリーの謎)는 캡콤이 패미컴으로 발매한 액션 플랫폼 게임이다. 오리지널 록맨 시리즈의 두번째 작품으로, 일본에서 1988년에 최초로 발매됐고 이듬해에 북미와 유럽 지역에서 《메가맨 2》(Mega Man 2)라는 제목으로 발매됐다. 록맨 2는 다시 돌아온 악당 닥터 와일리와 록맨과의 재결전을 그렸다. 록맨 2는 전작으로부터 수많은 변화와 개선점을 도입했고, 그중 상당수는 전 시리즈에 걸쳐 등장하는 요소로 확립됐다.

## 줄거리
전작 록맨에서의 사건으로부터 1년 후, 닥터 와일리는 야망을 꺾지 않고 록맨을 상대하기 위해 스스로 로봇을 제작한다. 8개의 주무장 로봇(메탈맨, 에어맨, 버블맨, 퀵맨, 크래시맨, 플래시맨, 히트맨, 우드맨)과 새로운 성채를 지은 와일리는 다시 세계 정복에 나선다. 록맨은 닥터 라이트가 준비한 도구들을 이용해 여덟 로봇들을 전부 해치운 뒤, 다시 와일리와 마주해 결투를 벌인다. 마지막 싸움에 이르러 와일리는 외계인으로 변신해 록맨을 위협하지만, 이내 홀로그래피를 이용한 착시임이 발각돼 최종적으로 굴복한다. 록맨은 자비를 구하는 와일리를 뒤로하고 다시 집으로 향한다.

## 등장 8보스
- 메탈맨 / 록 버스터 (보스 재생실의 퀵 부메랑)
- 버블맨 / 메탈 블레이드
- 히트맨 / 버블 리드
- 우드맨 / 아토믹 파이어
- 에어맨 / 리프 실드
- 크래시맨 / 에어 슈터
- 플래시맨 / 크래시 봄
- 퀵맨 / 타임 스토퍼

## 평가
| 평가 |          |
| --- | -------- |
| 평론 점수 평론사 점수 EGM 8 / 10 [ 7 ] 패미츠 28 / 40 [ 8 ] IGN 9.5 / 10 [ 9 ] Mean Machines 95% [ 2 ] Total! 83% [ 10 ] |          |
| 평론 점수 |          |
| 평론사 | 점수     |
| EGM | 8 / 10   |
| 패미츠 | 28 / 40  |
| IGN | 9.5 / 10 |
| Mean Machines | 95%      |
| Total! | 83%      |

## 같이 보기
- 에어맨이 쓰러지지 않아